# Mina ...Di baci
Mina ...Di baci, pubblicato nel 1993, è una raccolta (solo CD) della cantante italiana Mina.
Questa raccolta non è inclusa nella discografia sul sito ufficiale minamazzini.com.

## Il disco
Pubblicato dall'etichetta Raro!Records, di proprietà della rivista musicale Raro!, contiene vere rarità per i collezionisti, ed include 10 brani mai pubblicati prima su CD.
Il brano Non partir verrà inserito in due raccolte facenti parte della discografia ufficiale, Mina Gold 2 del 1999 e in Una Mina d'amore del 2004.

## Tracce
1. Di baci (inedito su album) - 2:12 - : (Alberto Testa-Umberto Prous) Edizioni Orchestralmusic (1963)
2. Malatia - 1:56 - : Tratto da Mina canta Napoli del 1958
3. La febbre dell'Hula Hoop (inedito su album) - 2:05 - : (Vittorio Buffoli-Natale Massara-De Simone) (1959)
4. Non partir (inedito su album) - 2:07 - : (Giovanni D'Anzi-Alfredo Bracchi) Edizioni Curci (1958)
5. Perdoniamoci (inedito su album) - 2:30 - : (Umberto Bertini-Vincenzo Di Paola) Edizioni Tiber (1960)
6. Makin' love (T'amerò dolcemente) (inedito su album) - 1:55 - : (Floyd Robinson-Antonietta De Simone) Edizioni Francis Day (1960)
7. Mai (dal Film: "Urli d'amore") (inedito su album) - 1:54 - : (Arturo Casadei-Aldo Locatelli-Silvana Simoni-Aldo Valleroni) (1959)
8. Tessi tessi (inedito su album) - 2:12 - : (Franco Migliacci-Bruno De Filippi) Edizioni Accordo (1960)
9. Che freddo (inedito su album) - 2:49 - : (Edoardo Vianello-Carlo Rossi) (1961)
10. Amore di tabacco - 1:55 - : Tratto da Mina N°7 del 1964
11. Celeste - 3:58 - : Tratto da Mina canta Napoli del 1960
12. Tu sei mio - 2:08 - : Tratto da Moliendo café del 1961
13. Un disco e tu (inedito su album) - 1:58 - : (Riccardo Rauchi-Santi Latora-Franco Franchi) Edizioni Curci (1959)
14. Mi vuoi lasciar (inedito su album) - 2:58 - : (Mansueto De Ponti-Nisa(Nicola Salerno)) Edizioni S.Cecilia (1960)
15. Vulcano - 2:31 - : Tratto da 20 successi di Mina del 1963
16. Rapsodie (Rhapsodie) - 2:20 - : Tratto da Mina N°7 del 1962